# Kebonrejo (Banjarejo)
Kebonrejo is een bestuurslaag in het regentschap Blora van de provincie Midden-Java, Indonesië. Kebonrejo telt 2453 inwoners (volkstelling 2010).